# Gray Lady Down
Gray Lady Down (Alerta roja: Neptuno hundido en España y S.O.S. submarino nuclear en Hispanoamérica) es una película de catástrofe estadounidense de 1978 dirigida por David Greene y protagonizada por Charlton Heston, David Carradine y Stacy Keach.

## Argumento
Un mercante noruego aborda accidentalmente al USS Neptune, un submarino nuclear estadounidense. A causa de ello el submarino termina hundiéndose a una profundidad de 1450 pies en una sima alejada de las costas de Connecticut. Los supervivientes se encuentran por ello atrapados y también están expuestos al peligro de implosión por la profundidad y la falta de oxígeno. Adicionalmente se les unen las constantes alteraciones geológicas, que pueden precipitar el submarino al abismo. El laborioso rescate, a cargo de un experimentado capitán, será muy complicado. Para ello, se utilizan dos naves de rescate diseñadas para soportar una alta presión submarina. Aun así es dudoso de que lleguen a tiempo para evitar la catástrofe.

## Reparto
| Actor             | Papel                  |
| ----------------- | ---------------------- |
| Charlton Heston   | Capitán Paul Blanchard |
| David Carradine   | Capitán Gates          |
| Stacy Keach       | Capitán Bennett        |
| Ned Beatty        | Mickey                 |
| Stephen McHattie  | Danny Murphy           |
| Ronny Cox         | David Samuelson        |
| Dorian Harewood   | Fowler                 |
| Rosemary Forsyth  | Vickie Blanchard       |
| Hilly Hicks       | Page                   |
| Charles Cioffi    | Almirante Barnes       |
| Christopher Reeve | Philips                |

## Producción
Para hacer los submarinos en esta producción cinematográfica, se utilizaron para ello modelo ficticios y para dar el efecto de agua de mar se utilizó para ello humo. El resultado de estos esfuerzos fue la sensación de que el mundo submarino en el filme era un mundo submarino bien integrado.

## Recepción
La película fue el debut en el cine y el pistoletazo de salida a la carrera del mítico Christopher Reeve, que encarnó a Superman en cuatro ocasiones.
Hoy en día la película ha sido valorada en portales cinematográficos y pro críticos profesionales. En IMDb, con aproximadamente 3400 votos registrados, el filme obtiene una media ponderada de 6,2 sobre 10. En cuanto a Rotten Tomatoes, los más de 1000 votos registrados le dieron allí una valoración media de 3,2 de 5, mientras que los 8 críticos profesionales que se expresaron en el portal le dieron una valoración de 6 de 10.